# Качмар Ярослав

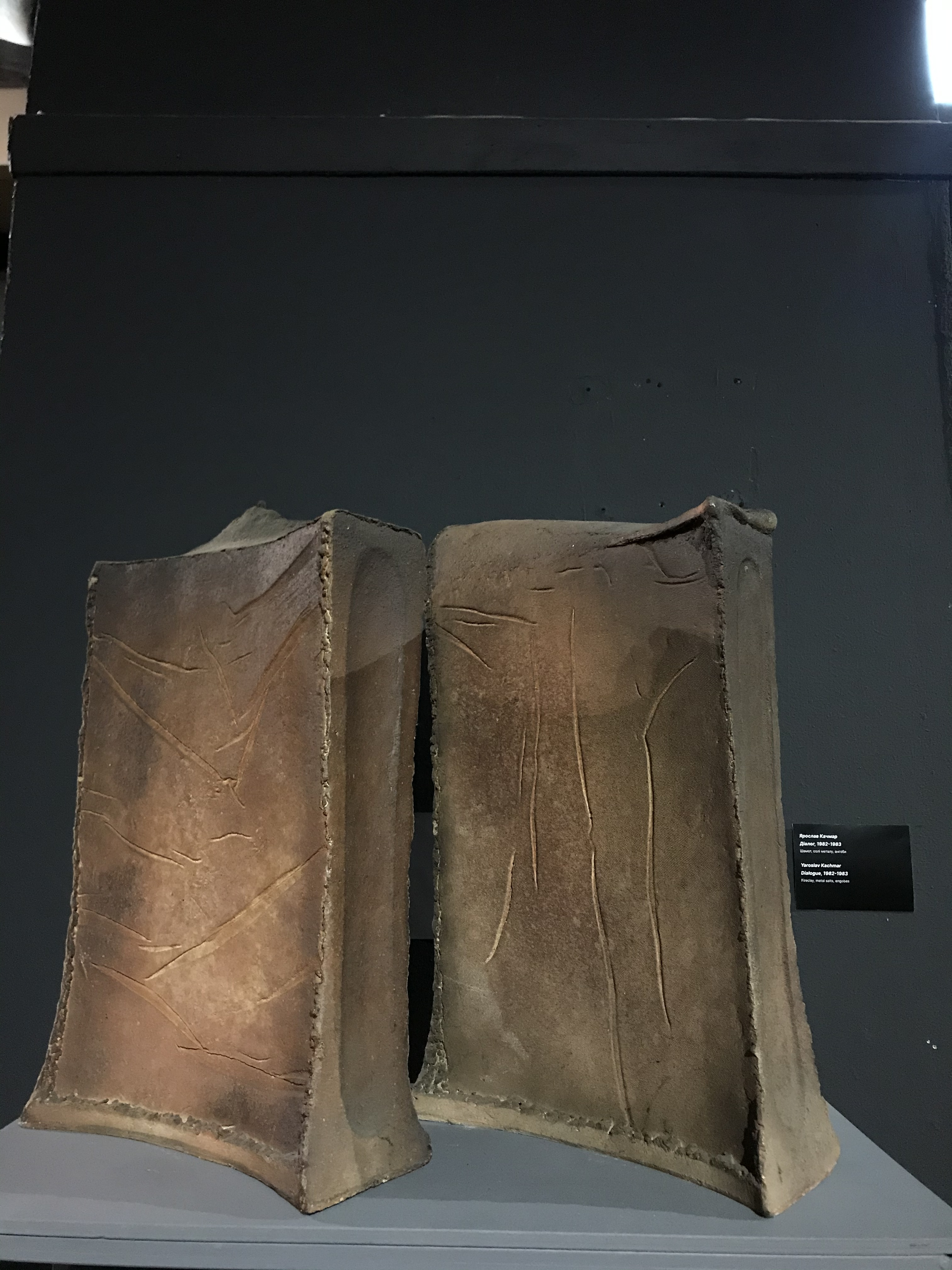
Ярослав Качмар "Далог" 1982-1983 рр. Шамот, солі металу, англоби

Ярослав Миколайович Качмар (30 січня 1955 р. с. Конюшки-Королівські, Львівської обл., Україна) — український живописець, скульптор та графік. Куратор міжнародних мистецьких проектів.

## Життєпис
Народився 30 січня 1955 року у селі Конюшки-Королівські, що на Самбірщині (Львівська обл.).
1974 року закінчив відділення кераміки Львівського училища прикладного мистецтва (тепер Львівський державний коледж декоративного і ужиткового мистецтва ім. І. Труша). По завершенні працював у керамічному цеху Львівського заводу м'якої покрівлі, де виконав перші творчі роботи у техніці підполив'яної кераміки.
Працює в кераміці, живописі, графіці та рисунку.

## Творчість
Ярослав Качмар - представник місцевого українського андеграунду кінця 1970-х - початку 1980-х.
З 1976 року він бере участь у численних виставках в країні та понад 100 міжнародних симпозіумах і конкурсах по всьому світу. З 1980-х митець виставляв скульптурні композиції на міжнародних симпозіумах кераміки у Фаенці (Італія) та Дзінтарі (Литва), а з 1990-х - у Польщі, Швейцарії, Франції, Македонії та країнах Прибалтики.  З 1994 року він співпрацював з Бюро художніх виставок в Любліні під керівництвом відомого мистецтвознавця Andrzeja Mroczka. Переможець та учасник численних конкурсів та виставкових проектів..
Його ранні роботи є характерним прикладом органічної абстракції та перші прояви структуралізму львівського мистецтва початку 1980-х. За словами, Наталії Космолінської, у цей період художник мав статус «затятого формаліста» та нонконформіста, і йому було дуже складно «пробиватися» на виставки, серед пануючого офіційного мистецтва. Через гепенінг і серію сюрреалістичних полотен художник опинився поза публічним виставковим простором. Ярослав Качмар належав до неформального кола львівських інтелектуалів-космополітів разом з Олександром Аскініним та Олександром Корольовим. Брав участь у «квартирних виставках» в Москві разом з Іллею Кабаковим, Едуардом Гороховським,Франциском Інфанте та братами Мироненками (арт-група «Мухомори»). 
| Текст вилучений зі статті через підозру в порушенні авторських прав |
| --- |
| Текст, що раніше перебував на цій сторінці, запідозрено в порушенні авторських прав на текст із таких джерел: https://dyvys.info/2016/07/21/moyi-tvory-tse-rezultat-filosofskyh/ Дата, коли було знайдено порушення: 25 березня 2021. Тому, хто повісив цей шаблон: На сторінку обговорення користувача, який розмістив цю статтю, варто додати повідомлення {{subst:nothanks cv\|Качмар Ярослав\|url=https://dyvys.info/2016/07/21/moyi-tvory-tse-rezultat-filosofskyh/. |
| До уваги користувача, який розмістив цю статтю Не редагуйте статтю зараз, навіть якщо ви збираєтеся її переписати. Дотримуйтесь вказівок нижче. - Якщо власник авторських прав на зазначений вище матеріал дозволяє використовувати його на умовах GNU FDL без незмінюваних секцій та Creative Commons із зазначенням автора / розповсюдження на тих самих умовах, будь ласка, сповістіть про це на сторінці обговорення цієї статті. - Якщо правовласником є ви, додайте на зазначеному вище ресурсі примітку: «Матеріали дозволено використовувати на умовах GNU FDL без незмінюваних секцій та Creative Commons із зазначенням автора / розповсюдження на тих самих умовах». - Якщо дозволу на використання цього матеріалу немає, будь ласка, зробіть одне з двох: 1. Напишіть хоча б гарний накид статті на цій підсторінці. Зверніть увагу: не треба копіювати текст, що порушує авторські права, на зазначену підсторінку й редагувати його. Якщо ви взялися за написання нової статті, не забудьте сповістити про це на сторінці обговорення. 2. Залиште все як є, і тоді статтю буде вилучено. У випадку, якщо новий текст написано не буде, цю статтю буде вилучено через тиждень після появи цього попередження (детальніше див. документацію шаблону). Вихідний текст цієї статті з можливим порушенням копірайту можна знайти в історії змін. Зверніть увагу, що розміщення у Вікіпедії матеріалів, автор яких не надав явного дозволу на їхнє використання відповідно до ліцензії GNU FDL без незмінюваних секцій та Creative Commons із зазначенням автора / розповсюдження на тих самих умовах, може бути порушенням законів про авторське право. Користувачів, які додають до Вікіпедії такі матеріали, може бути тимчасово позбавлено права редагувати статті. Попри все, ми завжди раді вашим оригінальним статтям. Дякуємо. Цю сторінку внесено до категорії Вікіпедія:Можливе порушення авторських прав. |

Загалом, творчість Ярослава Качмара — це уособлення складного процесу становлення органічної та вільно-динамічної абстракції у львівському мистецтві кінця XX сторіччя, коли в умовах ідеологічного пресингу така діяльність уже вважалась подвигом і самозреченим аутизмом від публічного простору.
Ім'я Ярослава Качмара добре відоме закордоном. Митець має дві почесні медалі міжнародного бієнале сучасного екслібрису Мальборк, яке проводиться кожні два роки в історичних інтер'єрах замку з 1963 року. Відзначили його й на трієнале абстрактного мистецтва в Чернівцях, а також в Лодзі. В 2020 був першим українським художником, якого було обрано членом журі в трієнале графіки в Лодзі. Твори митця зберігаються в приватних, музейних і галерейних колекціях Німеччини, Польщі, Данії, Іспанії, Італії та навіть Японії й Китаю. [Архівовано 26 Січня 2021 у Wayback Machine.]

## Виставки
1976 — Виставка молодих художників, Львівська галерея мистецтв, Львів, Україна
1978 — «Дія живопису», Галерея Мистецтв, Львів, Україна
1981 — 6-а експериментальна виставка графіки «Експериментальне графічне мистецтво», виставка львівських художників, галерея Мистецької спілки, Львів, Україна.
1982 — Персональна виставка графічних робіт, мистецький центр, Юрмала, Латвійська Республіка
1982—1983 — симпозіум та виставка скульптури малих форм художників СРСР, Художня галерея, Юрмала, Латвійська Республіка
1983 — 1-а виставка скульптур художників СРСР, Виставковий центр художників, Москва, СРСР
1983—1984 — Симпозіум та виставка керамічного мистецтва художників СРСР, Художня галерея, Юрмала, Латвійська Республіка, СРСР
1986 — «Земля і люди», Національний музей, Львів, Україна
1987 — Виставка західноукраїнських художників, Міський музей, Тернопіль, Україна
1994:
- Персональна виставка «Живопис і простір», галерея BWA «Стара», Люблін, Польща
- 15-е Міжнародне бієнале сучасного екслібрісу, Музей замку, Мальборк, Польща
- 1-е Міжнародне трієнале графіки, Інститут, музей і галерея, Бітола, Македонія
- 2-а Міжнародна виставка малих графічних форм «Майстерня-94», Торунь, Польща
- Міжнародне бієнале графіки в металевих техніках «CUPRUM VI», Центр гравірування мідних пластин, Люблін, Польща
1995:
- 17-те Міжнародне бієнале малих графічних форм «Екологія», Міжнародний центр екслібрісу, музей Штеделя, Сінт-Ніклаас, Бельгія
- 6-е Міжнародне бієнале малих графічних форм та екслібрисів, Міський музей, Варшава, Острув-Великопольський, Польща
- 2-а Міжнародна бієнале керамічного мистецтва «Космос», Національний музей, Варшава, Польща
- 15-й міжнародний кадак Mini Print, форт ADOGI Taller Galeria, Барселона, Іспанія
- Міжнародне бієнале графіки «MINI BIENAL 95», Fritids Garden Suse Kullen, Олофсторм, Швеція
- Міжнародні конкурси екслібрисів «Світ екслібрису», Музей прикладного мистецтва, Белград, Югославія
- 1-й Міжнародний графічний конкурс екслібрисів, муніципальна публічна бібліотека, Глівіце, Польща
- І триєнале екслібрісу, Міжнародна конкурсна виставка, Міська галерея, Брацлава, Словаччина
- Міжнародний конкурс мініатюр Глінна Асоціації мистецтв, Асоціація мистецтв Глінна, острів Сент-Саймонс, США
- Персональна виставка  графіки та рисунку, Національний музей, Варшава, Польща
- Персональна виставка Виставка графіки, рисунку та живопису, галерея Малий Ринок, Казімєж Дольний, Польща
1996:
- 16-те Міжнародне бієнале сучасного екслібрису, Музей замку Мальборк, Польща
- 26-й Міжнародний конгрес екслібрису  F. I. S. A. E. та виставка  «EXLIBRIS 1994-19996», SSPE, Хрудім, Чехія
- Норвезьке міжнародне триєнале друку «Графічна мініатюра — 8», галерея Гамльбієн, Фредерікстад, Норвегія
1997:
- Персональна виставка графіки, рисунку та живопису, галерея Antika Roma, Хюнфельд, Німеччина
- 7-е Міжнародне бієнале малих графічних форм, Міський музей, Острув-Великопольський, Польща
- 18-те Міжнародне бієнале малих графічних форм та екслібрису, Музейний комплекс Цвігерсхук, Сінт-Ніклаас, Бельгія
- Міжнародний конкурс екслібрисів, Публічна бібліотека, Варшава, Польща
- 3-є бієнале графіки «Суха голка», Міжнародна виставка, Міська галерея, Ужице, Югославія
- Виставка львівських художників, Палац мистецтв, Львів, Україна
- 3-є Міжнародне бієнале мистецтва кераміки «Terra», Національний музей, Варшава, Польща
1998:
-  1-а Всесвітня виставка «Small Printing & Exlibris Works Exhibitions», Міжнародний салон екслібрису, Пекін, Китай
- 27-й Міжнародний конгрес екслібрисів F.I.S.A.E. «Світ екслібрису 1996—1998 рр.», ЦВЗ «Манеж», Санкт-Петербург, Росія
- Українське мистецтво вивісок, Кунст Музей, Фредеріксхавн, Данія
- 2-е міжнародне трієнале екслібрису, Міський музей, Братислава, Словаччина
- «Виставка Токіо», Міжнародна триєнале міні-друку, Музей мистецтв Тама, Токіо, Японія
1999:
- 1-а Міжнародна виставка невеликих гравюр «Мистецтво та друкарський верстат», A.D.A.F.A. Кремона, Італія
- Міжнародний конкурс мініатюр, Центр графічного мистецтва  в Коннектикуті, Норволк, США
- 10-а міжнародна виставка малих графічних форм, Державна галерея мистецтв, Лодзь, Польща
2013 — Виставка «Музей. Графіка», Мистецька галерея «Зелена Канапа», Львів, Україна
2016 — Персональна виставка «Таїнство», мистецька галерея Гері Боумена, Львів, Україна
2021 — Персональна виставка «Таїнство», музей «Іоана Георгія Пінзеля», Львів, Україна

## Нагороди
У 2013 році він був нагороджений Почесною медаллю XXIV Міжнародного бієнале сучасного екслібрісу в Мальборку. Того ж року він був нагороджений II Трієналею українського абстрактного мистецтва в галузі графіки в Чернівцях, Україна.
У 2014 році він був нагороджений Почесною медаллю XV Міжнародного триєнале «Малі графічні форми» в Лодзі.
У 2015 році він був нагороджений Почесною медаллю XXV Міжнародної бієнале сучасного екслібрісу в Мальборку.

## Музеї та колекції, де зберігаються твори Ярослава Качмара

### Бельгія
Міжнародний центр екслібрису, Музей малої форми, Сінт-Ніклаас

### Німеччина
Музей сучасного мистецтва, Хунфельд

### Японія
Музей мистецтв університету Тама, Токіо

### Польща
Центр гравіювання Coppeeplate, Люблін
Замковий музей, Мальборк
Публічна бібліотека, Варшава
Бібліотека Академії наук, Гданськ
Міський музей, Остров Велькопольський
Муніципальна публічна бібліотека, Глівіце
Державна галерея мистецтв, Лодзь
Художній фонд Джерарда, Колекція Світового сучасного мистецтва Сверадов
Приватна колекція Й. М. Шиманського

### Норвегія
Галерея Гамльбієна, Фредрікстад

### Іспанія
Форт ADOGI Taller Galeria, Барселона

### Італія
A.D. A. F. A. Кремона

### Китай
Міжнародний салон мистецтв Exlibris, Пекін

### Швеція
Fritidsgarden Susekullen, Olofstrom

### Чехія
SSPE Прага

### Росія
Санкт-Петербурзький клуб колекцій екслібрису, Санкт-Петербург

### Україна
Приватна колекція П. Местеренка, Київ

### Данія
Приватна колекція К.Родля

### Велика Британія
Приватна колекція В. Батлера
та в інших приватних колекціях Європи та США